# Bratislavci
Bratislavci este o localitate din comuna Dornava, Slovenia, cu o populație de 206 locuitori.